# František-Palacký-Denkmal

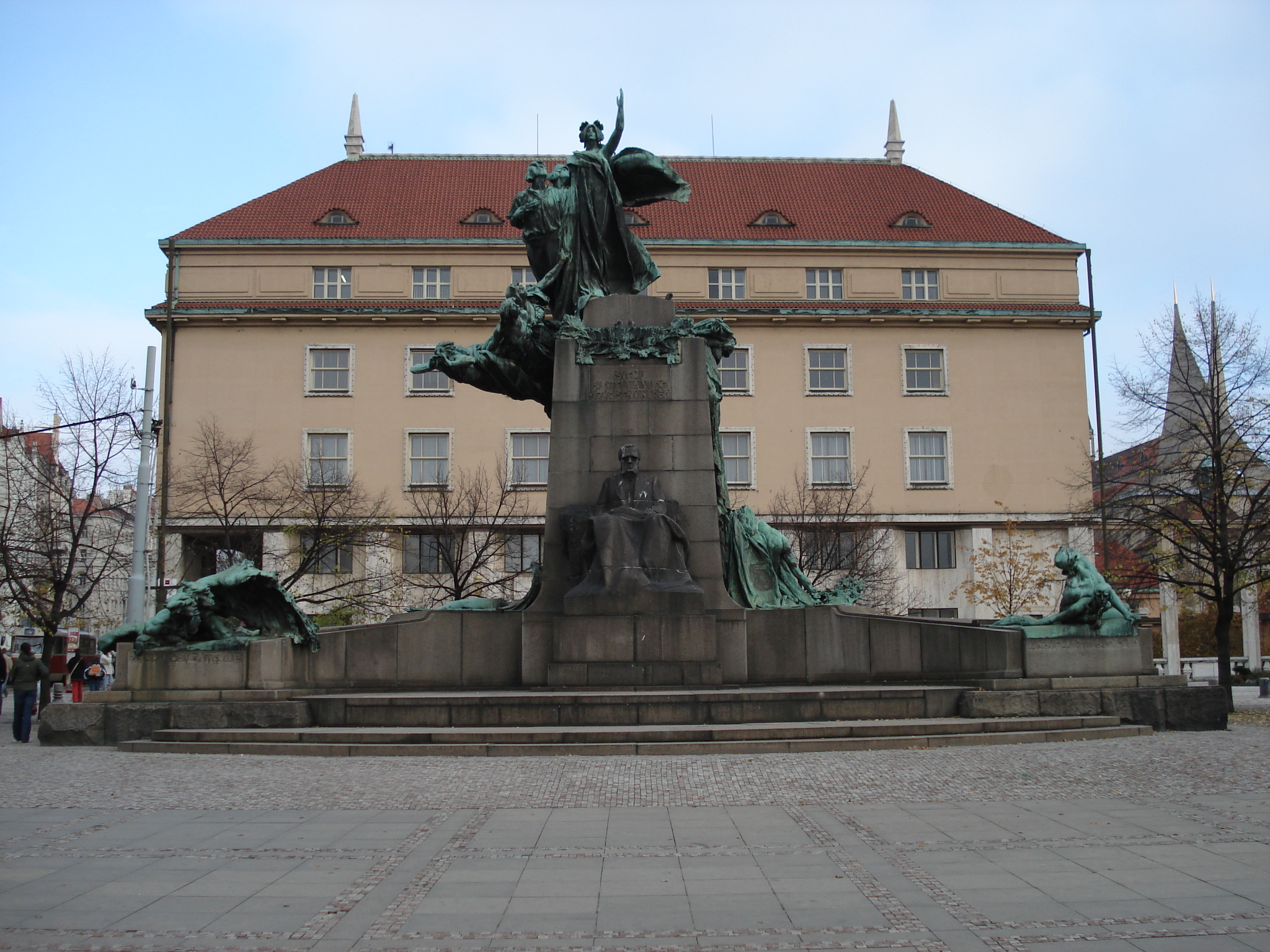
František-Palacký-Denkmal

Das František-Palacký-Denkmal (tschechisch: Pomník Františka Palackého) ist eine Dominante des Palacký-Platzes (Palackého náměstí) am Brückenkopf der Palacký-Brücke (Palackého most) in der Prager Neustadt. Das Jugendstil-Denkmal wurde zu Ehren des bedeutenden tschechischen Historikers, Politikers und eines Hauptvertreters der tschechischen nationalen Wiedergeburt des 19. Jahrhunderts, František Palacký, errichtet. Das Denkmal symbolisierte zur Zeit seiner Entstehung im Jahr 1912 die erfolgreiche Emanzipation des tschechischen Volkes und seinen Weg zur Eigenstaatlichkeit. Das neun Meter hohe Monument ist ein Werk des Bildhauers Stanislav Sucharda und des Architekten Alois Dryák.

## Geschichte

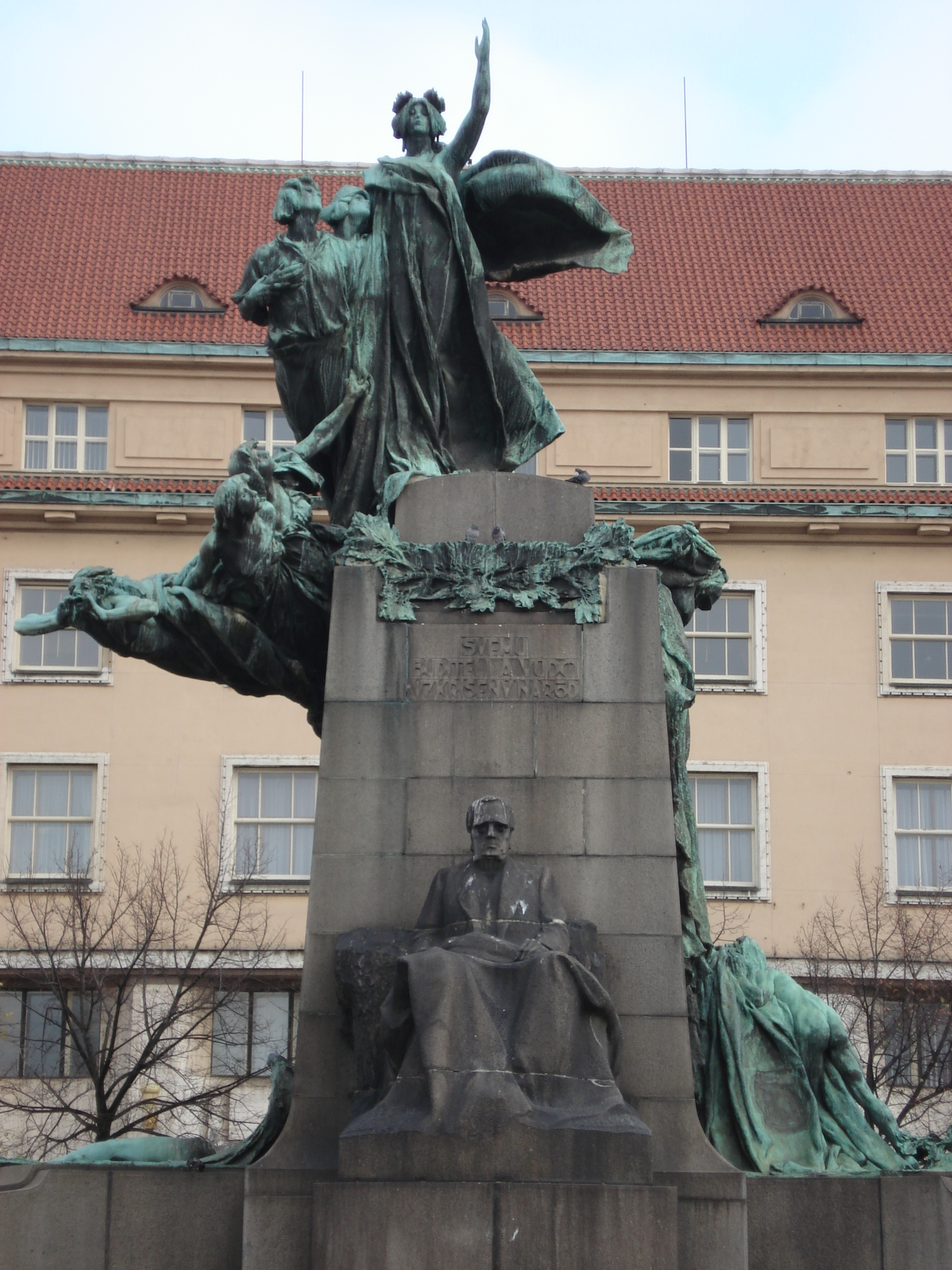
Detail: Zentrale Gruppen

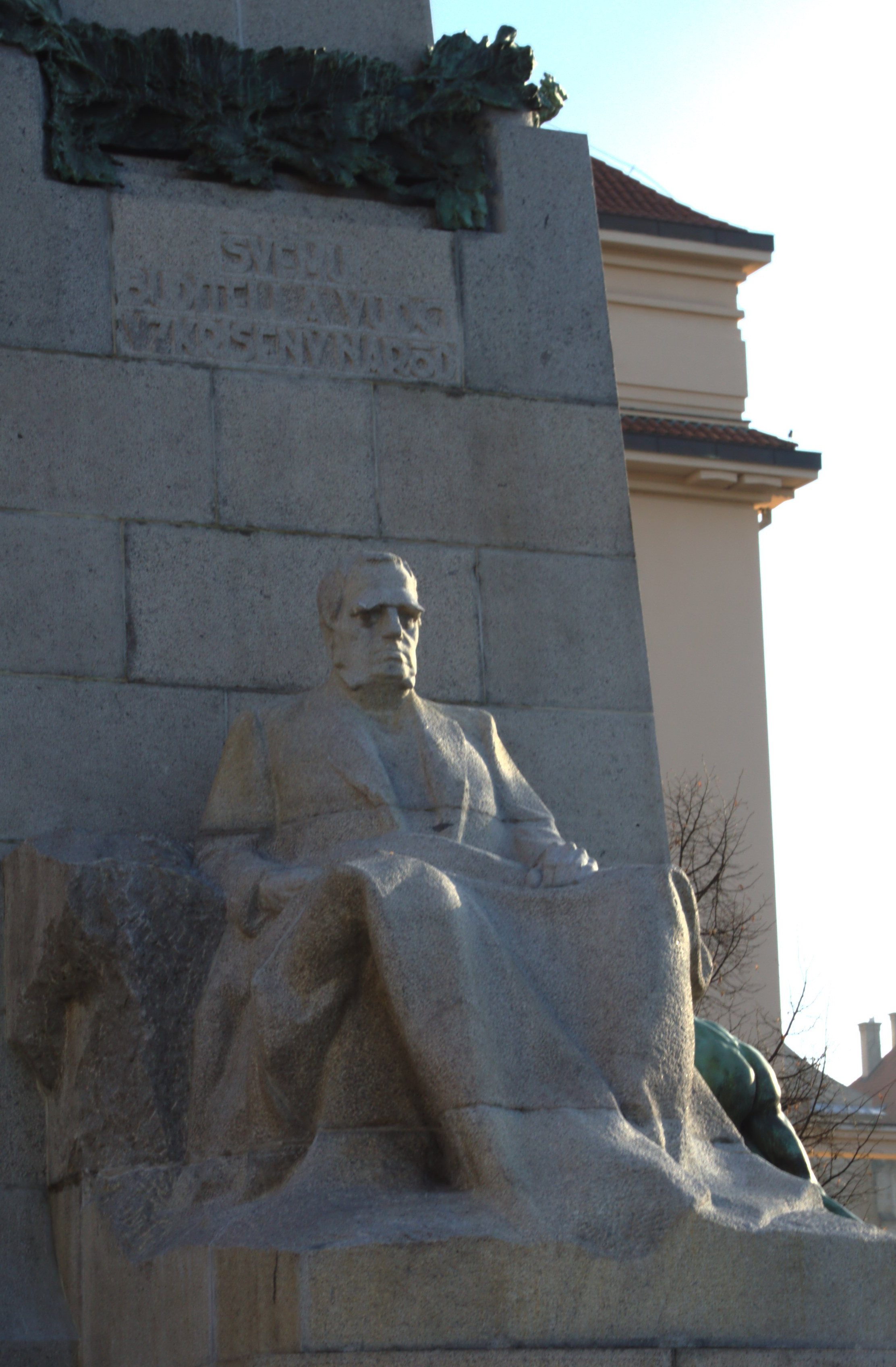
Detail: František Palacký

Die Absicht, zu Ehren des „Vaters der Nation“ František Palacký, ein Denkmal zu errichten, entstand unmittelbar nach seinem Tod im Jahr 1876. In den Jahren 1876 bis 1878 wurde die ebenfalls nach Palacký genannte Steinbrücke über die Moldau (Palackého most) gebaut. In diesem Zusammenhang wurde der Fähranleger am Ufer verfüllt, die Uferpromenade zum Schutz gegen Überschwemmungen erhöht und am Brückenkopf entstand nach und nach der neue Palacký-Platz. Seine heutige Gestalt bekam er erst während der Ersten Republik.
An der öffentlichen Ausschreibung im Jahr 1897 beteiligten sich vierzehn Bildhauer. Zwei Entwürfe kamen in die engere Auswahl, daraus hat die Jury im Jahr 1901 den Vorschlag von Stanislav Sucharda und Alois Dryák ausgewählt. Auf dem zweiten Platz landeten mit ihrem Entwurf Bildhauer Ladislav Šaloun und der Architekt Alois Dlabač.
Der Grundstein wurde bereits am 16. Juli 1898 im Rahmen von großen dreitägigen Feierlichkeiten zum hundertsten Geburtstag Palackýs gelegt. Die zukünftige Gestaltung des Platzes war zu diesem Zeitpunkt aber noch unklar, die am Wettbewerb beteiligten Bildhauer mussten ihre Konzepte daher für einen weitgehend noch unbekannten Platz entwickeln. Zudem musste das Denkmal mit vier Monumentalstatuen von Josef Václav Myslbek konkurrieren, die in den Jahren 1889 bis 1897 an den Brückeneingängen bei den Mauthäuschen aufgestellt wurden. Fliegerangriffe im Zweiten Weltkrieg beschädigten die Statuen stark, heute befinden sie sich auf Vyšehrad.
Stanislav Sucharda war mit dem Palacký-Platz nicht einverstanden, er wollte sein Denkmal lieber vor Rudolfinum, in der Mitte des heutigen Jan-Palach-Platzes aufstellen. Nachdem er ein Modell im Maßstab 1:1 am vorgesehenen Platz installierte, sah er alle seine Einwände bestätigt. Auch Alois Dryák suchte nach Alternativen und erarbeitete einen Vorschlag für die Aufstellung am Karlsplatz. Aber die Stadtverwaltung bestand auf dem ursprünglich vorgesehenen Palacký-Platz. Stanislav Sucharda hat sich mit dieser Entscheidung nie versöhnt.
Sucharda arbeitete am Modell sechs Jahre lang. Dabei unterstützen ihn seine Schüler und auch der Bildhauer Josef Mařatka. Den Bronzeguss fertigte Firma Bohdan Tomáš Srpek aus Brandeis an der Elbe. Die Denkmalenthüllung am 1. Juli 1912 begleiteten mehrtägige landesweite Feierlichkeiten, an denen auch Delegationen aus dem Ausland teilnahmen. Die Feier fand im Rahmen des VI. Sokol-Turnfestes (všesokolský slet) statt.
Während der Hitler-Okkupation sollte das Denkmal als Symbol des tschechischen Patriotismus beseitigt werden. Aus dem gleichen Grund haben deutsche Behörden auch die Palacký-Brücke in Mozartbrücke und den Palacký-Platz in Rudolfplatz umbenannt. Einigen mutigen Bürgern gelang es aber, das beschädigte und zerlegte Denkmal auf dem abgelegenen Gelände von Invalidovna in Prag zu verbergen, wo es die Vegetation bald überwucherte. Nach dem Krieg ließ die Stadtverwaltung das Denkmal restaurieren und im Jahr 1950 auf dem ursprünglichen Platz wieder aufstellen.
Das Monument ist als Kulturdenkmal der Tschechischen Republik geschützt. Während seine Enthüllung im Jahr 1912 noch ein landesweit gefeiertes Ereignis war, ist es den heutigen Pragern nahezu unbekannt. Nachteilig wirkt sich die hinter dem Denkmal gepflanzte Baumreihe, sie verdeckt die Sicht auf die rückseitigen Skulpturengruppen.

## Beschreibung

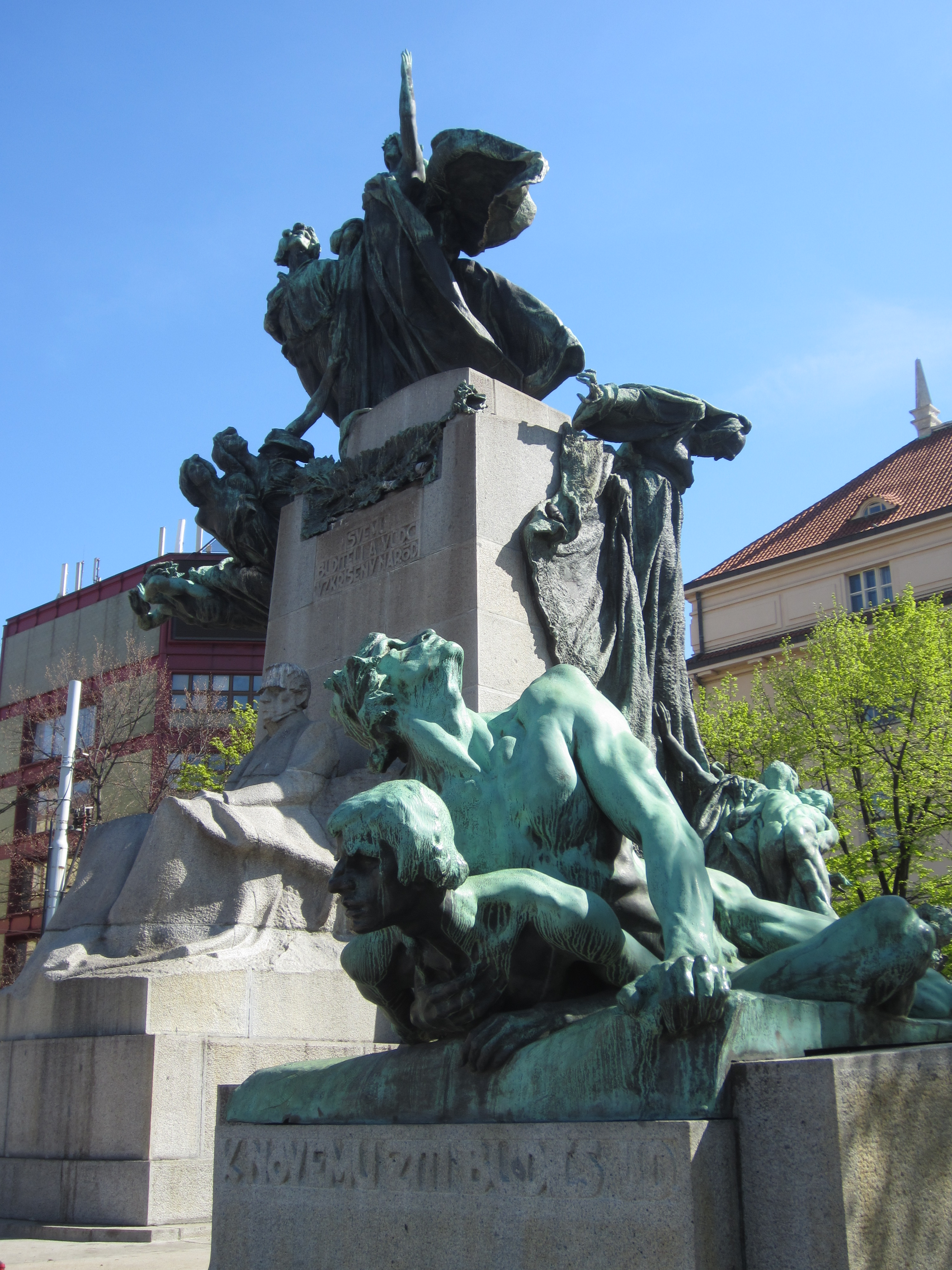
Detail: Gruppe rechts

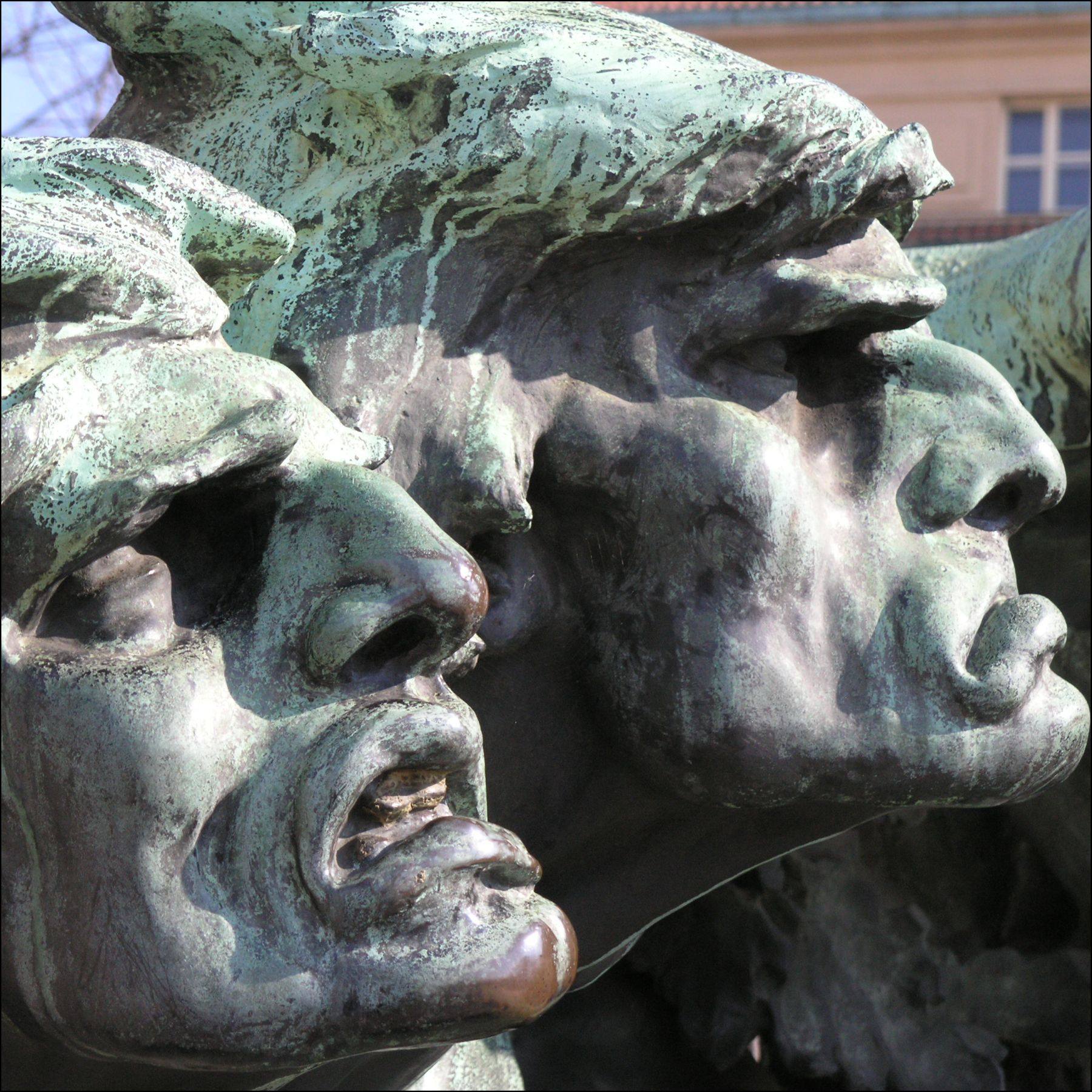
Detail: Gruppe links

Die hufeisenförmige Basis, entworfen nach dem Vorbild einer antiken Exedra, gipfelt in der Mitte in einem hohen konischen Sockel. Davor sitzt die in Stein gehauene Figur von František Palacký. Die Statue besteht aus zwölf Granitblöcken. Darüber ist die Inschrift eingraviert: SVÉMU BUDITELI A VŮDCI VZKŘÍŠENÝ NÁROD (An seinen Erwecker und Führer die auferstandene Nation).
Das gesamte Monument ruht auf einhundertelf in den Boden eingelassenen Stahlbetonpfählen. Die zentrale Konstruktion aus Stahlbeton ist mit Platten aus glatt bearbeitetem hellem Granit ausgekleidet. Der untere Teil des Sockels hat eine raue, unbehandelte Oberfläche und ist durch einen zweistufigen steinernen Stylobat nach vorne erweitert. Der erhöhte Sockel erfüllt die Funktion einer Tribüne.
Die Bronzefiguren an den Enden der weit geöffneten Exedra schuf Josef Mařatka. Die Gruppe Útisk (Unterdrückung) am linken Ende symbolisiert die Unterdrückung des tschechischen Volkes nach der Niederlage in der Schlacht am Weißen Berg. Eine geflügelte doppelköpfige Bestie versucht seine Opfer zu ersticken. Darunter steht die Inschrift: ZE MDLOBY ÚTISKU (Aus der Ohnmacht der Unterdrückung). Die Gruppe Probuzení (Erwachen) am rechten Ende mit der Inschrift K NOVÉMU ŽITÍ BUDIL’S LID (Zum neuen Leben erwecktest du das Volk) symbolisiert das nationale Erwachen.
Die zentrale Figurengruppe stellt die Allegorien Genius der Geschichte und Stimmen der Geschichte dar, die Palacký hört. An der Spitze des Sockels steht eine weibliche Gestalt mit einem wehenden Kleid und erhobenen Linken, sie verkündet die Auferstehung des Volkes. Drei fliegende Genien begleiten sie.
Die Figurengruppe auf der Rückseite dominiert die fünf Meter hohe Gestalt einer Greisin mit einem langen wehenden Mantel und einem gesenkten Kopf, die Allegorie der Geschichte. Auf dem Sockel ist die Inschrift eingraviert: NEZBÝVÁ MI NEŽ TOUŽEBNÉ PŘÁNÍ, ABY BŮH RÁČIL POŽEHNAT DÍLU MÉMU, ABY HOJNĚ POSLOUŽILO NÁRODU KU POZNÁNÍ SEBE SAMÉHO A K UVĚDOMĚNÍ SE V TOM ČÍM JEST A ČÍM BÝTI MÁ. (Mir bleibt nur der sehnliche Wunsch, dass Gott mein Werk segnet, dass es dem Volk reichlich dient, um sich selbst zu erkennen und um sich bewusst zu machen, was es ist und was es sein sollte.) Am Fuß des Sockels liegt an der Seite ein weiblicher Akt, ein lebloser Genius mit gebrochenen Flügeln, eine Allegorie der Niederlage in der Schlacht am Weißen Berg.